# Festival Cultural Queer de Daegu
El Festival Cultural Queer de Daegu o Festival Queer de Daegu (en hangul, 대구퀴어문화축제; romanización revisada, Daegukwieomunhwachugje) es un festival coreano moderno anual con temática de los derechos LGBT. Se trata de una marcha del orgullo y un festival de cine. El festival dura una o dos semanas y suele tener lugar a finales de junio. El evento se lleva a cabo todos los años desde 2009 y se ha enfrentado a la oposición de grupos religiosos.  La oposición de grupos religiosos ha prohibido que el Festival de Cultura Queer de Daegu se celebre en un escenario al aire libre, en una calle popular que normalmente se utiliza para otras festividades en Daegu.  Se estima que alrededor de 28 grupos religiosos y de derecha han formado un "comité de contramedidas para la cuestión gay" en Daegu para bloquear el comienzo de eventos de la comunidad LGBT.  Estos grupos creen que el artículo 11 de la Constitución de Corea del Sur, que establece que "la discriminación en la vida política, económica, social o cultural por motivos de sexo, religión o estatus social" no se aplica a los matrimonios entre personas del mismo sexo. Las generaciones mayores creen que la homosexualidad es un fenómeno extraño, lo que contribuye al rechazo y aislamiento de la comunidad homosexual y bisexual.

## Historia
El concepto de derechos LGBT surgió por primera vez en Corea a mediados de la década de 1990, cuando la cultura popular comenzó a traer cambios rápidos para las personas homosexuales y bisexuales debido a la forma en que reestructuró la relación entre la sexualidad y el poder de la individualidad. Hasta mediados del siglo XX, se consideraba tabú que los homosexuales demandaran los mismos derechos que sus contrapartes. La comunidad LGBT a menudo ha sido alienada y estigmatizada debido a la incapacidad de Corea del Sur para aceptar las diferencias sociales. El primer grupo de derechos queer, Chondonghwae, fue fundado en 1993 y creó grupos en campus universitarios como Come Together en la Universidad de Yonsei para inspirar a homosexuales y bisexuales a iniciar desfiles y festivales queer dentro de Corea del Sur. El primer festival de cine queer, organizado por el fundador de Come Together, Seo-Dong-jin, en 1997, fue frustrado por funcionarios del gobierno local. La electricidad fue cortada en el teatro y se hicieron amenazas de multas y encarcelamiento para evitar que el festival siguiera adelante. Muchos individuos que participaban en los desfiles del orgullo solicitaban a los medios que mantuvieran su identidad oculta en las fotografías tomadas en estos eventos por temor a repercusiones y conflictos con miembros de la familia.
En 2007, la Encuesta de Actitudes del Centro de Investigación Pew encontró que el 18% de los surcoreanos consideraba que los homosexuales deberían ser tolerados dentro de las comunidades surcoreanas. Las cifras saltaron del 18% al 39% en 2013, lo que indica un cambio en la actitud de los surcoreanos hacia la comunidad LGBT. Festivales como el Festival de Cultura Queer de Daegu y el Festival de Cine y Videos Queer de Seúl permitieron a Corea del Sur crear un refugio seguro para que los miembros de la comunidad LGBT se conectaran, discutieran y exigieran representación e igualdad.
Este evento es el segundo festival LGBT más grande de Corea.